# Chilodes conjuncta
Chilodes conjuncta är en fjärilsart som beskrevs av Rudolf Rangnow. Chilodes conjuncta ingår i släktet Chilodes och familjen nattflyn. Inga underarter finns listade i Catalogue of Life.